# Héctor Núñez Segovia
Héctor Núñez Segovia (Asunción, Gran Asunción, Paraguay, 15 de abril de 1992) es un futbolista paraguayo/ chileno que ha jugado en primera y segunda división en América Latina y Europa. Es  nieto del exjugador y directivo del Cerro Porteño, de la Primera División de Paraguay, Nelson Segovia. Actualmente es dueño del gimnasio  Impulss fitness center en la ciudad de Valparaíso  y de la agencia de futbol Nk soccer Academy la cual esta enfocada en buscar becas deportivas en universidades de los  Estados Unidos para jóvenes de entre 17 y 21 años  
Algunos datos de su carrera como amateur y juvenil es que es el goleador histórico de la Asociación Barón de Valparaíso al haber marcado 49 goles en un solo torneo y fue dos veces goleador de los torneos juveniles oficiales de la ANFP; también en las divisiones inferiores ha sido campeón en dos ocasiones y en otras dos obtuvo el subcampeonato en estas divisiones.
También se dedica al futbol tenis a nivel sudamericano donde ha ganado varias premios destacando el tercer puesto en la copa América de Guanajuato, México que se celebró en septiembre del 2022.

## Trayectoria
Proveniente de la cantera de Santiago Wanderers a los catorce años empezó a entrenar con el primer equipo y estuvo a punto de debutar pero esto finalmente no se dio pese a ser citado a la banca en una ocasión. Si hubiera debutado hubiese marcado un récord en el fútbol chileno.
Finalmente tres años después debuta oficialmente (Antes había jugado un amistoso)en el primer equipo en un partido válido por la Copa Chile frente a Magallanes, donde ingresó por Andrés Robles, en aquel partido su equipo ganó vía penales. Tras haber sido el goleador del cuadro Sub-18 de Santiago Wanderers fue subido oficialmente al primer equipo marcando su primer gol como profesional en el partido amistoso de pretemporada ante la Universidad de Chile en enero de 2010 y luego en abril de 2010 convertiría su primer gol oficial frente a la Unión Española dándole el empate a su equipo.
Pese a que en el 2010 jugó de manera regular tuvo algunos problemas con su primer contrato como profesional en Wanderers lo cual deribo a que en julio de 2010 partiera a prueba al Granada CF de la Liga Adelante de España donde jugó tres partidos por la filial anotando dos goles, pese a esto no quedó en el club español por lo cual regreso a su club formador donde tras varias negociaciones firma su primer contrato como profesional. Luego de esto se mantiene como alternativa en su club siendo su gran oportunidad el Clausura 2011 donde llegó a disputar quince partidos pero solo anotaría dos goles.
Tras un 2012 con pocas oportunidades parte a prueba al Lyngby BK de la Primera División de Dinamarca donde queda seleccionado pero por problemas administrativos debe permanecer en el fútbol chileno partiendo a préstamo a Unión La Calera de la Primera División de Chile a pedido por el técnico Néstor Craviotto. Aquel año tuvo baja participación en el club cementero y falló su traspaso a Europa por lo cual para el 2014 parte a préstamo al Deportes Concepción de la Primera B de Chile.
Luego de dos salidas a préstamo regresaría a jugar por Santiago Wanderers durante la Copa Chile 2014/15 pero no sería tomado en cuenta por Emiliano Astorga para el torneo regular por lo que finalizado aquel año partiría al WSG Wattens de la Regionalliga donde sería una de las figuras del equipo por un año y medio. Con una buena campaña regresaría a Chile para jugar por San Antonio Unido donde volvería a ser dirigido por Jorge Garcés, exentrenador en Valparaíso, pero no llegaría a jugar por el SAU.
Con su frustrado paso por el fútbol chileno, emigraría nuevamente, esta vez al Cobán Imperial de Guatemala por un semestre. Su siguiente destino sería el Presidente Hayes donde se convertiría en goleador y capitán del equipo lo que le abriría nuevamente las puertas al fútbol europeo fichando por el JK Nõmme Kalju de Estonia.

## Selección nacional
Fue prenominado a la selección sub-15, sub-17 y sub-19 de Chile pero no llegó a disputar nada de manera oficial.

## Estadísticas

### Clubes
| Santiago Wanderers · Chile |               |               |    |    |    |    |    |    |    |      |    |
| 2.ª | 2009-C        | --            | -- | 1  | 0  | -- | -- | 1  | 0  | 0.00 |    |
| 1.ª | 2010          | 5             | 1  | 2  | 0  | -- | -- | 7  | 1  | 0.14 |    |
| 1.ª | 2011-A        | 5             | 1  | 4  | 0  | -- | -- | 9  | 1  | 0.11 |    |
| 1.ª | 2011-C        | 15            | 2  | -- | -- | -- | -- | 15 | 2  | 0.13 |    |
| 1.ª | 2012-A        | 2             | 0  | -- | -- | -- | -- | 2  | 0  | 0.00 |    |
| 1.ª | 2012-C        | 6             | 1  | 4  | 2  | -- | -- | 10 | 3  | 0.30 |    |
| 1.ª | 2014-A        | --            | -- | 1  | 0  | -- | -- | 1  | 0  | 0.00 |    |
| Total club | Total club    | 33            | 5  | 12 | 2  | -- | -- | 45 | 7  | 0.15 |    |
| Unión La Calera · Chile |               |               |    |    |    |    |    |    |    |      |    |
| 1.ª | 2013-T        | 4             | 0  | -- | -- | -- | -- | 4  | 0  | 0.00 |    |
| 1.ª | 2013-A        | 5             | 0  | 6  | 1  | -- | -- | 11 | 1  | 0.09 |    |
| Total club | Total club    | 9             | 0  | 6  | 1  | -- | -- | 15 | 1  | 0.06 |    |
| Deportes Concepción · Chile |               |               |    |    |    |    |    |    |    |      |    |
| 2.ª | 2014-C        | 10            | 1  | -- | -- | -- | -- | 10 | 1  | 0.10 |    |
| Total club | Total club    | 10            | 1  | -- | -- | -- | -- | 10 | 1  | 0.10 |    |
| WSG Wattens · Austria |               |               |    |    |    |    |    |    |    |      |    |
| 3.ª | 2014/15       | 11            | 10 | -- | -- | -- | -- | 11 | 10 | 0.91 |    |
| 3.ª | 2015/16       | 25            | 11 | 3  | 0  | -- | -- | 28 | 11 | 0.39 |    |
| Total club | Total club    | 36            | 21 | 3  | 0  | -- | -- | 39 | 21 | 0.53 |    |
| San Antonio Unido · Chile |               |               |    |    |    |    |    |    |    |      |    |
| 3.ª | 2016/17       | --            | -- | -- | -- | -- | -- | -- | -- | --   |    |
| Total club | Total club    | --            | -- | -- | -- | -- | -- | -- | -- | --   |    |
| Cobán Imperial · Guatemala |               |               |    |    |    |    |    |    |    |      |    |
| 1.ª | 2017-C        | 17            | 3  | -- | -- | -- | -- | 17 | 3  | 0.17 |    |
| Total club | Total club    | 17            | 3  | -- | -- | -- | -- | 17 | 3  | 0.17 |    |
| Presidente Hayes Paraguay |               |               |    |    |    |    |    |    |    |      |    |
| 3.ª | 2018          | --            | -- | -- | -- | -- | -- | -- | -- | --   |    |
| Total club | Total club    | --            | -- | -- | -- | -- | -- | -- | -- | --   |    |
| JK Nõmme Kalju Estonia |               |               |    |    |    |    |    |    |    |      |    |
| 1.ª | 2019          | 6             | 1  | 2  | 1  | -- | -- | 8  | 2  | 0.25 |    |
| Total club | Total club    | 6             | 1  | 2  | 1  | -- | -- | 8  | 2  | 0.25 |    |
| Total carrera | Total carrera | Total carrera | -- | -- | -- | -- | -- | -- | -- | --   | -- |
| (1) Incluye datos de Copa Chile, Copa de Austria, Copa de Estonia y Supercopa de Estonia. (2) No incluye goles en partidos amistosos. |               |               |    |    |    |    |    |    |    |      |    |

## Palmarés

### Títulos nacionales
| Título               | Club           | País    | Año     |
| -------------------- | -------------- | ------- | ------- |
| Regionalliga West    | WSG Wattens    | Austria | 2015/16 |
| Supercopa de Estonia | JK Nõmme Kalju | Estonia | 2019    |